# سونغ دونغ-جين
سونغ دونغ-جين (هانغل: 송동진) هو لاعب كرة قدم كوري جنوبي في مركز حراسة المرمى، ولد في 12 مايو 1984 في بوهانغ في كوريا الجنوبية. لعب مع بوهانغ ستيلرز.

## وصلات خارجية
- سونغ دونغ-جين على موقع الاتحاد الدولي (مؤرشف)  (الإنجليزية)
- سونغ دونغ-جين على موقع دوري كوريا الجنوبية (الإنجليزية)
- سونغ دونغ-جين على موقع قاعدة بيانات كرة القدم.إي يو (الإنجليزية)